# Dorfkirche Pröttlin

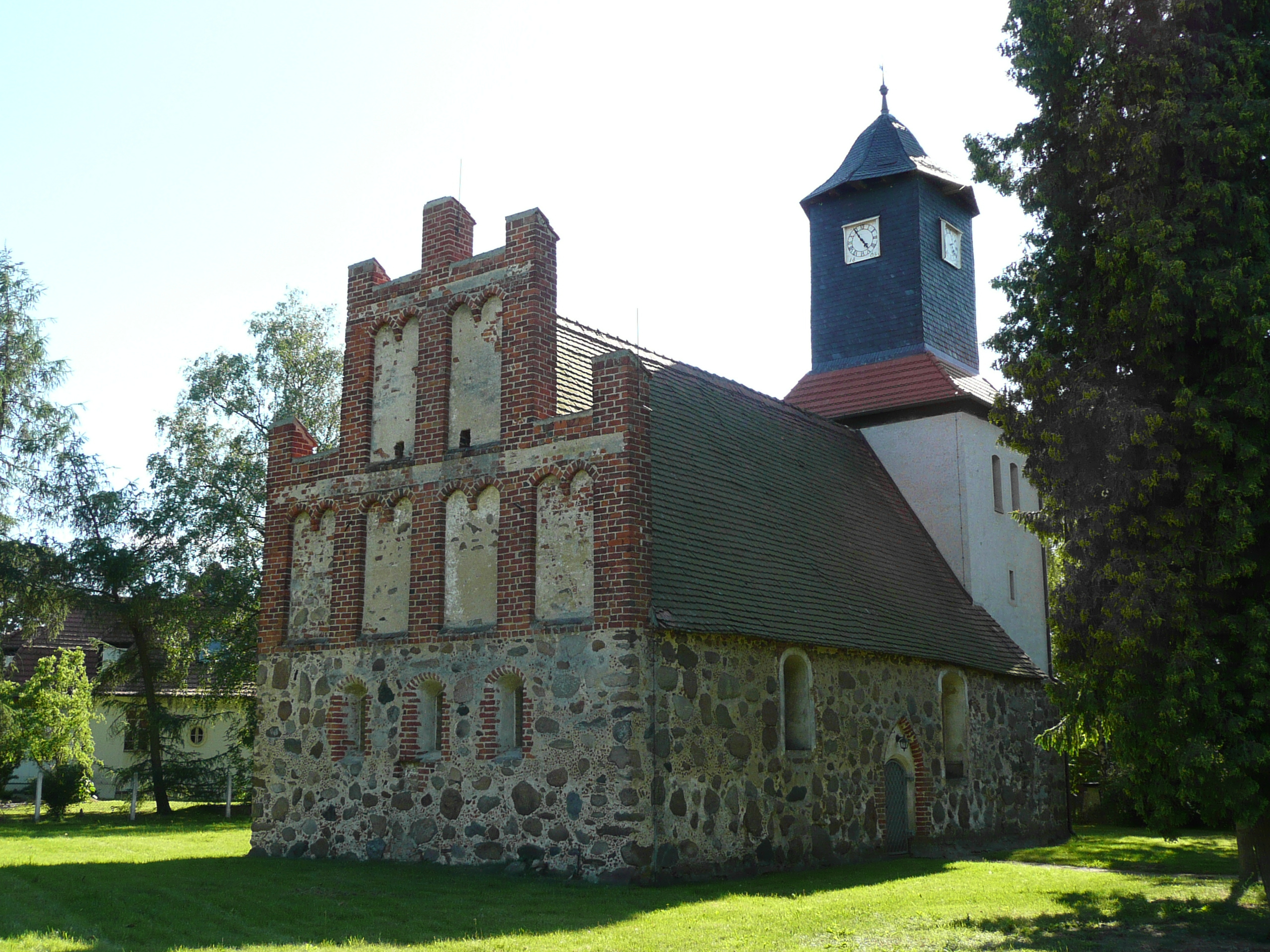
Dorfkirche Pröttlin

Die Dorfkirche in Pröttlin, einem Ortsteil von Karstädt im Bundesland Brandenburg wurde in die Liste der Baudenkmale in Karstädt (Prignitz) aufgenommen. Sie gehört zur Gesamtkirchengemeinde Westprignitz im Kirchenkreis Prignitz der Evangelischen Kirche Berlin-Brandenburg-schlesische Oberlausitz.

## Architektur
Die Kirche ist ein Saalbau aus Feldsteinen über einem rechteckigen Grundriss. Das Portal mit einer Spitzbogenblende befindet sich auf Nordseite. Die Ostseite ist durch drei Fenster gegliedert. Darüber erhebt sich ein zweifach gestaffelter Giebel mit Fialen. Die untere Zone ist durch vier Zwillingsblendarkaden gegliedert, die obere Zone durch zwei weitere Zwillingsarkaden. Während die Fenster im Osten mit ihren Backsteingewänden wohl ihre ursprüngliche Form behielten, wurden die seitlichen Fenster korbbogig vergrößert. Auf der Nordseite ist westlich des Portals noch der Rest eines vermauerten Ursprungsfenster zu sehen. Dieses dürfte in seiner Gestaltung denen im Osten entsprochen haben. Im Dreißigjährigen Krieg blieben nach Brandschatzung durch Wallensteins Truppen nur die Ringmauern von der Kirche in Pröttlin stehen.
Die spätgotische Kirche ist in einem Aufriss des Architekten Paul Eichholtz (Initialen PE) aus nordöstlicher Perspektive gezeichnet, mit dem 1863 erbauten quadratischen Kirchturm, der ursprünglich nur ein reiner Fachwerkbau und nicht mit Schiefer verkleidet war sowie noch keine Kirchturmuhr mit den Zifferblättern auf jeder der vier Turmseiten besaß.
Um 1906 wurde der Turm aufgestockt unter Beibehaltung der Haube von 1863. Eine Holztreppe führte zu einem ehemaligen Notausgang, der neben dem Eingangsportal unter Verwendung der linken Fensteröffnung errichtet wurde. Der im Altarraum erforderliche Platz für den Notausgang wurde durch die Entfernung von zwei Bankwangen des Kirchengestühls aus Eichenholz, verziert mit Holzschmuck, geschaffen, die wieder an ihrem ursprünglichen Platz stehen.

## Innenausstattung
Zur Ausstattung zählen der geschnitzte Flügelaltar, die Renaissance-Orgel, die Kanzel aus dem 17. Jahrhundert und eine Glasmalerei, auf der eine Frau einem reitenden Ritter einen Trunk anbietet. Auf der nördlichen Fensterfront des Kirchenschiffs ist rechts am vergrößerten Fenster – unmittelbar neben dem Eingangsportal – der Restteil eines zugemauerten Fensters zu sehen. In seiner Höhe entsprach dieses ehemalige Fenster den drei kleinen im Altarraum unterhalb des Staffelgiebels an der Ostseite der Kirche.
Im Kircheninnenraum wurde unterhalb der Orgelempore und des Turmes nach der Wiedervereinigung Deutschlands eine Winterkirche eingerichtet, die durch eine Glaswand mit Glastür vom eigentlichen Kirchenschiff abgetrennt ist.

### Altarschrein
Der spätgotische Flügelaltar zeigt im Mittelteil eine Mondsichelmadonna mit dem Jesuskind. Maria blickt unter dem Himmelszelt nach rechts auf ihr Kind und steht dabei mit einem Fuß auf der Mondsichel. Ihr Kopf ist von einem goldenen Heiligenschein gekrönt. Im ovalen blauen Wolkenkranz, der Mutter und Kind umgibt, zeigen sich die fünf Wundmale Christi. Außerhalb des ovalen Kranzes befinden sich insgesamt vier Heiligenfiguren. Die beiden Frauen tragen je eine goldene Krone, während die Häupter der Männer anderweitig goldglänzend bedeckt sind.
Die beiden Flügel des Klappaltars zeigen die Zwölf Apostel. Der Flügelaltar wurde im Jahr 1904 durch den Berliner Bildhauer Hermann Kähler grundlegend restauriert. Eine weitere Restaurierung des Altars erfolgte 1958.

### Kanzel
Die Kanzel für den Pröttliner Prediger wurde zu Beginn des 17. Jahrhunderts hergestellt. Einen Teil der Renaissance-Kanzel zieren Laubsägearbeiten. An den Ecken des Predigerstands sind Hermen und am unteren Teil der Kanzel farbig gestaltete Adels-Wappen angebracht.

## Geschichte
Unter den Lehnsleuten, die 1500 dem Brandenburgischen Kurfürsten Joachim I. huldigten, befand sich der Ritter Reynicke v. d. Kruge – auch vom Kruge – zu Brotelyn. Später ging der Rittersitz in den Besitz des Adelsgeschlechts von Blumenthal über. Von Blumenthal aus dem Haus Pröttlin übte um 1686 und danach das Kirchenpatronat über die Kirche zu Pröttlin aus.
Das ehemalige Rittergut in Pröttlin wurde 1903 versiedelt und es entstand auf einem Teil seines Grund und Bodens der frühere Ortsteil Neu Pröttlin. Im Pfarr-Almanach von 1907 wird Pröttlin mit dem Status „Patronatsfrei“ und als Pfarrer Adolf Gustav Karl Könnig mit seinem Familiennamen genannt. Mit dem Wegfall des Kirchenpatronates entfielen u. a. die Verpflichtung für den betreffenden Patron, die kirchlichen Gebäude zu erhalten, und sein Vorschlagsrecht bei der Besetzung der Pfarrstelle. War die Gemeinde patronatsfrei, dann erfolgte die Neubesetzung durch Gemeindewahl im Wechsel mit der Besetzung durch die Kirchenbehörde, dem Konsistorium.

## Pröttliner Pastoren
In der Kirchengemeinde Pröttlin wirkten und wohnten seit der Reformation 28 Geistliche:
- Achim Krüger, 1540–1578
- Franz Knackring, 1578–1592
- Erdmann Stappenbeck, 1592–1629
- (Vakanz 1629–1654)
- Sabellus Giese, 1654–1690
- Franz Giese, 1690–1707
- Christian Barnewitz, 1707–1709
- Christian David Lange, 1709–1745
- Gottfried Johann Eisenhart, 1745–1746
- Johann Christoph Neuber, 1746–1779
- Jakob Christoph Schmidt, 1779–1799
- Friedrich Gottfried Buchholtz, 1800–1813
- Georg Ernst Friedrich Fromm, 1814–1821
- Karl Ludwig Ewald, 1822–1823
- Voigt, Karl Ludwig Voigt, 1823–1840
- Karl Friedrich Eduard Conradi, 1840–1844
- Friedrich Wilhelm Theodor Crolow, 1845–1862
- Karl Friedrich Wilhelm Ebel, 1862–1882[9]
- August Friedrich Wilhelm Röhl, 1882–1884
- Julius Werner Richter, 1887–1890
- Ernst Karl Adolf Buchholtz, 1890–1900
- Franz Ferdinand Vogel (* 1869; † 1953[10]), 1901–1907
- Adolf Gustav Karl Könnig, 1907–1913
- Friedrich Martin Stach, 1914–1917
- Adolf Wilhelm Arthur Friedrich Eich, 1917–1921
- Richard Ernst Paul Gerhard Krause, 1922–1928
- Martin Chremer, 1929–1931
- Hermann Emil Friedrich Gottfried Beutel, 1932–1943[11] Vakanzvertreter war Johannes Kupper (* 1893), Pfarrer in Groß Warnow.[12]
- Rudi Gustav Ferdinand Schulz[13], 1943–1952[14][15] Als Vakanzvertreter wurden danach Geistliche der benachbarten Kirchengemeinden Garlin und Groß Warnow eingesetzt, z. B. Pastor Paul Ahlgrimm (* 1912) aus Garlin.[16]

## Kirchenbücher
Das Kirchenbuch von 1810 bis 1862 des Sprengels Pröttlin mit den Filialkirchen befand sich bis 1952 noch im Pfarrhaus. Die Filialkirchen Milow und Deibow hatten ab 1863 eigene Kirchenbücher.
Darüber hinaus besteht eine detaillierte Aufstellung von Kirchenbüchern über Geburten, Trauungen und Sterbefälle, nach Familien alphabetisch und chronologisch geordnet, für Pröttlin aus den Jahren 1810–1874, 1810–1924 und 1810–1930.

## Denkmal für Gefallene der Weltkriege
Die Pröttliner Kirche enthält nicht – wie in Dorfkirchen vielfach üblich – eine der so genannten Kriegergedächtnistafeln für die in beiden Weltkriegen Gefallenen oder Vermissten. Für die Gefallenen des Ersten Weltkrieges wurde am 3. Juli 1920 – unter Beteiligung von Pfarrer Eich – ein Gedenkstein unweit des 1906 in der Matrikel gelöschten Rittergutes Pröttlin enthüllt. Dieser Gedenkstein ist um zwei Namenstafeln für die Toten des Zweiten Weltkrieges am Volkstrauertag 1995 erweitert worden.

## Pfarrhaus und Kirchhof
Bis Ende April 1945 befand sich ein Feldlazarett für deutsche Soldaten im Saal der ehemaligen Dorfgaststätte „Berliner Kindel“ – vormals Gasthaus „Hirtschulz“ – gegenüber dem Pfarrgarten.
Nach Einmarsch der Roten Armee am 2. Mai 1945 beschlagnahmte die sowjetische Besatzungsmacht das Pfarrhaus vorübergehend zur Errichtung eines Lazaretts.
Der Kirchhof wurde Anfang des 20. Jahrhunderts geschlossen und ein kommunaler Friedhof gegenüber der östlichen Begrenzung des Pfarrgartens eingerichtet.